# Craig McKenna
Craig McKenna (ur. 5 lutego 1991) – brytyjski zapaśnik walczący w stylu wolnym. Zajął 24. miejsce na mistrzostwach świata w 2011. Siódmy na igrzyskach Wspólnoty Narodów w 2010. Brązowy medalista mistrzostw Wspólnoty Narodów w 2011 roku, gdzie reprezentował Szkocję.